# Hedwiges Maduro
Hedwiges Martínez Maduro (født 13. februar 1985 i Almere, Holland) er en hollandsk fodboldspiller, der spiller som defensiv midtbanespiller hos AC Omonia på Cypern. Han har spillet for klubben siden 2017 Han har tidligere spillet for blandt andet Sevilla, Valencia, og Ajax.
Maduro vandt med Ajax Amsterdam den hollandske pokalturnering i 2006 og 2007. Med Valencia CF vandt han i 2008 Copa del Rey, efter finalesejr over Getafe CF.

## Landshold
Maduro står (pr. marts 2018) noteret for 18 kampe for Hollands landshold, som han debuterede for i marts 2005 i et opgør mod Rumænien. Han blev af den daværende landstræner Marco van Basten udtaget til den hollandske trup til både VM i 2006 i Tyskland.

## Titler
Hollands pokalturnering
- 2006 og 2007 med Ajax Amsterdam

Copa del Rey
- 2008 med Valencia CF